# Asura dampierensis
Asura dampierensis är en fjärilsart som beskrevs av Rothschild 1916. Asura dampierensis ingår i släktet Asura och familjen björnspinnare. Inga underarter finns listade i Catalogue of Life.